# Vila do Touro
Vila do Touro ist eine Gemeinde (Freguesia) im portugiesischen Kreis Sabugal. In ihr leben 177 Einwohner (Stand 19. April 2021).